# Louis Legrand (pédagogue)
Pour les articles homonymes, voir Louis Legrand et Legrand.
Louis Legrand, né le 12 mars 1921 à Belfort et mort le 20 octobre 2015 à Arpajon est un pédagogue et universitaire français, qui a notamment été professeur en sciences de l’éducation à l’université de Strasbourg et directeur de l’Institut national de la recherche pédagogique.

## Biographie
Louis Legrand naît à Belfort, puis passe son enfance à Besançon. Il entre à 14 ans aux Jeunesses socialistes, puis en 1939, il obtient son baccalauréat. Il est instituteur suppléant à la campagne,  puis il enseigne l'histoire-géographie, le français et l'allemand dans une école primaire supérieure pendant la Seconde Guerre mondiale, tout en préparant une licence de philosophie. Il réalise un diplôme d'études spécialisées et enseigne cette discipline au lycée de Vesoul. En 1950 il est nommé inspecteur primaire. Il prépare une thèse qu'il soutient en 1958, sous la direction de Paul Ricœur, à l'université de Strasbourg, intitulée « Principe philosophique d'une pédagogie de l'explication ». Il est ensuite promu inspecteur d'académie en 1962 et affecté à Belfort où il crée l'inspection académique.
En 1966, Louis Legrand devient directeur de recherche à l'Institut pédagogique, où il lance une recherche sur les « collèges expérimentaux ». Dans cet institut, on lui donne des moyens pour effectuer des recherches en pédagogie et il collabore avec 43 enseignants. Dix-sept collèges essaieront une méthode qu'il proposera, se basant sur un regroupement d'élèves par niveaux.  
En 1980, il est nommé professeur de sciences de l'éducation à l'université de Strasbourg. 
En 1982, il est l'auteur du rapport Pour un collège démocratique. Dans cette même année, il écrit un rapport recommandant une pédagogie de projet, où les élèves apprennent plusieurs choses à la fois en petits groupes et sont aidés par un tuteur. En effet, il souhaite instaurer de nouvelles idées contraires aux filières hiérarchisées. En parallèle de cette nouvelle conception de la pédagogie, il suggère d'accompagner chaque élève avec ses différences. Cependant, son rapport est victime d'une contre réforme par le syndicat du second degré. Ce n'est qu'en 1984, que son projet est accepté par le ministre de l'éducation. Chaque école décide de l'appliquer ou non. 
Il assure à la fin des années 1990 la présidence de l'association nationale des Centre d'entraînement aux méthodes d'éducation active.
Il meurt le 20 octobre 2015  à Arpajon.  

## Publications
- L'Enseignement du français à l'école élémentaire : problèmes et perspectives, Delachaux et Niestlé, plusieurs éditions de 1960 à 1972
- L'Influence du positivisme dans l'œuvre scolaire de Jules Ferry,  Marcel Rivière, 1961.
- L’École unique : à quelles conditions ?, Le Scarabée-CEMEA, 1981  (ISBN 2-7145-0053-6 et 978-2-7145-0053-3)
- Enseigner la morale aujourd'hui ?, PUF, 1991  (ISBN 2-13-043873-3 et 978-2-13-043873-1)
- Les Différenciations de la pédagogie, PUF, 1995  (ISBN 978-2-13-046691-8)
- Une École pour la justice et la démocratie, PUF, coll. Politique d'aujourd'hui, 1995  (ISBN 978-2-13-046783-0)
- Les Politiques de l'éducation, coll. « Que sais-je ? », no 2396, PUF, 1998  (ISBN 978-2-13-043174-9)
- L’École unique de 1914 à nos jours (avec Jean-Michel Barreau et Jean-François Garcia), PUF, 1998  (ISBN 978-2-13-049299-3)
- Éducation nationale : résultats insuffisants, peut mieux faire, L'Harmattan, 2000  (ISBN 978-2-7384-8873-2)
- Pour un homme libre et solidaire - L'éducation nouvelle aujourd'hui, Hachette, 2000  (ISBN 978-2-01-170676-8)
- Réflexions sur quelques problèmes de l'Éducation nationale parmi tant d'autres, L'Harmattan, 2005  (ISBN 978-2-7475-8556-9)
- Le Roman du petit "nhà-qhê" ou la saga des Caradec, L'Harmattan, 2004  (ISBN 978-2-7475-6165-5)
- Histoire de la laïcité, Le Cerf-CRDP de Franche-Comté, 1997  (ISBN 2-84093-018-8 et 978-2-84093-018-1)